# Cardigan (lied)
"Cardigan" (gestileerd in onderkast) is een nummer van de Amerikaanse zangeres Taylor Swift. Het werd uitgebracht op 24 juli 2020 door Republic Records en is de eerste single van Swifts achtste studioalbum, folklore.

## Achtergrond
Swift schreef "cardigan" met Aaron Dessner van The National. Volgens Dessner was dit het eerste nummer dat hij met Swift schreef voor folklore. Eind april stuurde hij haar een idee waaraan hij aan het werken was en vijf uur later stuurde Swift een volledige versie van "cardigan" terug.
Swift beschreef "cardigan" als een onderdeel van het 'teenage love triangle' op het album. Dat zijn drie nummers waarin ze een jeugdliefde vanuit verschillende perspectieven beschrijft. De andere twee nummers zijn "betty" en "august".

## Ontvangst
In de Verenigde Staten debuteerde "cardigan" op de eerste plek van de Billboard Hot 100. Het is Swifts tweede nummer dat zijn debuut maakt op de eerste plek. Het eerste nummer was "Shake It Off". Daarnaast debuteerde "cardigan" in deze hitlijst op hetzelfde moment dat folklore op de eerste plek in de Billboard 200 debuteerde. Swift is de eerste artiest die dit is gelukt. De single behaalde ook de eerste plek in de Hot Rock & Alternative Songs, wat een primeur voor Swift was.
"Cardigan" bereikte de top 10 in verschillende Engelstalige landen, waaronder Australië, Ierland en het Verenigd Koninkrijk. In Australië behaalde het zelfs de eerste plek. In Vlaanderen is "cardigan" een Ultratip en ook in de Nederlandse Top 40 staat het in de Tipparade. De single behaalde wel een 57ste plek in de Single Top 100 en een 26ste plek in de Mega Top 30 in Nederland.

## Videoclip
Tegelijk met het uitbrengen van het album kwam ook de videoclip van "cardigan" uit. De videoclip is geregisseerd door Swift zelf en opgenomen ten tijde van de coronapandemie. Swift benadrukte dat alle coronamaatregelen werden gerespecteerd tijdens de opnames en dat ze onder andere haar eigen haar en make-up heeft gedaan.
In de videoclip speelt Swift piano in een hutje. Op een gegeven moment opent ze de bovenkant van de piano en kruipt erin. Dit brengt haar naar een prachtige wereld vol groen en watervallen. Later opent ze de pianostoel en kruipt ook daar in. Nu belandt ze echter in onstuimige golven en moet ze zich aan de piano vastklemmen om te overleven. Als ze voor een derde keer in de piano kruipt, komt ze weer uit waar ze begon en eindigt de videoclip.
De videoclip dient als metafoor voor een liefdesrelatie. Het groene bos stelt het bloeiende begin van een relatie voor, waarin alles er magisch en mooi uitziet. De oceaan stelt dan weer de isolatie en angst voor wanneer een relatie ten einde loopt.

## Prijzen en nominaties
"Cardigan" ontving verschillende nominaties. Zo ontving de single een nominatie voor Song of the Summer bij de MTV Video Music Awards. Ook ontving "cardigan" twee Grammy nominaties, namelijk voor Song of the Year en Best Pop Solo Performance. Swift wist deze nominaties echter niet te verzilveren. Wel won ze de American Music Award voor de beste videoclip. Daarnaast is "cardigan" genomineerd voor de prijs voor beste songtekst bij de iHeartRadio Music Awards van 2021.

## Live uitvoeringen en andere versies
Swift vertolkte "cardigan" voor de eerste in de concertfilm folklore: the long pond studio sessions, die in november 2020 op Disney+ verscheen. Daarnaast was "cardigan" onderdeel van de medley die Swift, samen met co-producers van folklore Jack Antonoff en Aaron Dessner, ten gehore bracht tijdens de Grammy Awards in 2021.
Twee andere versies van "cardigan" zijn uitgebracht. De eerste verscheen ongeveer een week naar het uitbrengen van folklore. Deze 'cabin in the candlelight'-versie is een akoestische versie van het nummer. De videoclip bij deze versie bestaat uit opnames achter de schermen van Swifts fotoshoot voor folklore. De tweede is de liveversie die Swift zong tijdens the long pond studio sessions concertfilm.

## Hitnoteringen

### NederlandseSingle Top 100
| Hitnotering: 01-08-2020 | Hitnotering: 01-08-2020 | Hitnotering: 01-08-2020 |
| Week:                   | 1                       |                         |
| ----------------------- | ----------------------- | ----------------------- |
| Positie:                | 57                      | uit                     |

### NederlandseMega Top 30
| Hitnotering: 08-08-2020 t/m 12-09-2020 | Hitnotering: 08-08-2020 t/m 12-09-2020 | Hitnotering: 08-08-2020 t/m 12-09-2020 | Hitnotering: 08-08-2020 t/m 12-09-2020 | Hitnotering: 08-08-2020 t/m 12-09-2020 | Hitnotering: 08-08-2020 t/m 12-09-2020 | Hitnotering: 08-08-2020 t/m 12-09-2020 | Hitnotering: 08-08-2020 t/m 12-09-2020 |
| Week:                                  | 1                                      | 2                                      | 3                                      | 4                                      | 5                                      | 6                                      |                                        |
| -------------------------------------- | -------------------------------------- | -------------------------------------- | -------------------------------------- | -------------------------------------- | -------------------------------------- | -------------------------------------- | -------------------------------------- |
| Positie:                               | 26                                     | 26                                     | 26                                     | 29                                     | 30                                     | 30                                     | uit                                    |

### NPO Radio 2 Top 2000
| Nummer met noteringen in de NPO Radio 2 Top 2000 | '22  | '23 | '24 |
| ------------------------------------------------ | ---- | --- | --- |
| Cardigan                                         | 1041 | 415 | 543 |

1. ↑  Een vetgedrukt getal geeft de hoogste notering aan.
2. ↑  2022 was het eerste jaar met een notering voor dit nummer.